# Демонстрация со свечами

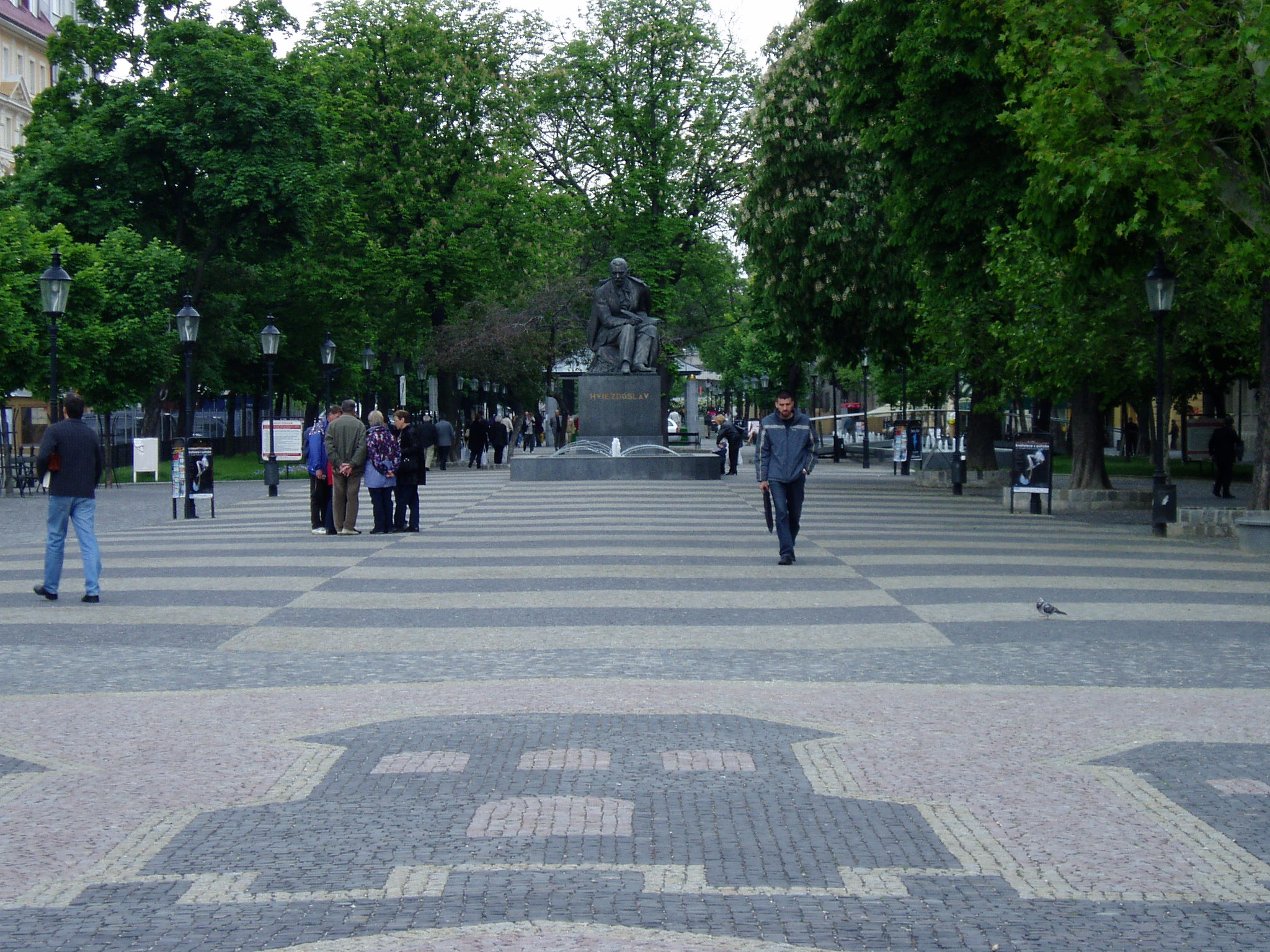
Площадь Гвездослава в Братиславе

Демонстрация со свечами в Братиславе 25 марта 1988 года (словац. Sviečková demonštrácia) — первая антикоммунистическая демонстрация в Чехословакии со времён Пражской весны.
Идея антикоммунистической демонстрации принадлежала словацкому хоккеисту и общественному деятелю Мариану Штястному, выступавшему и жившему в Швейцарии. Он связался с диссидентами внутри Чехословакии, и его предложение получило поддержку. Непосредственными организаторами акции были диссиденты и католические активисты Ян Чарногурский и Франтишек Миклошко, их поддержал кардинал Франтишек Томашек. Миклошко обратился к властям за официальным разрешением на демонстрацию, но получил ожидаемый отказ.
Демонстрация состоялась в пятницу 25 марта 1988 года. Ещё до начала демонстрации полиция под разными предлогами задержала основных организаторов и некоторых деятелей католической церкви, так что они не имели возможности присутствовать. К шести часам вечера на площади Гвездослава в центре Братиславы собралось около 2 000 человек, ещё около 12 000 находилось на близлежащих улицах. Демонстранты стояли с флагами и свечами, зажжёнными несмотря на сильный дождь, и пели гимн. Полиция пыталась разогнать толпу водяными пушками и дубинками. Демонстранты выдержали полчаса, как и было запланировано, после чего разошлись. За время демонстрации был арестован 141 человек, несколько десятков было избито полицейскими.
Демонстрация была примечательна тем, что, хотя она была организована католическими активистами, она объединила людей разных убеждений: католиков, лютеран, энвайронменталистов, других сторонников перемен.